# Takahiro Kimino
Takahiro Kimino (君野 貴弘, Kimino Takahiro, né le 19 février 1973) est un athlète japonais, spécialiste du saut en hauteur.

## Biographie
Le 18 septembre 1993, il franchit 2,32 m à Fukuoka, record personnel.

### Palmarès
| Date | Compétition                   | Lieu  | Résultat | Épreuve         | Performance |
| ---- | ----------------------------- | ----- | -------- | --------------- | ----------- |
| 1992 | Championnats du monde juniors | Séoul | 3e       | Saut en hauteur | 2,29 m      |

### Records
| Épreuve         | Épreuve   | Performance | Lieu    | Date              |
| --------------- | --------- | ----------- | ------- | ----------------- |
| Saut en hauteur | Plein air | 2,32 m      | Fukuoka | 18 septembre 1993 |
| Saut en hauteur | Salle     | 2,15 m      | Toronto | 13 mars 1993      |